# Carex aristulifera
Espèce
Classification phylogénétique
Carex aristulifera est une espèce de plantes du genre Carex et de la famille des Cyperaceae.